# Helena Hillar Rosenqvist
Helena Anna Kerstin Hillar, tidigare Hillar Rosenqvist, född 8 augusti 1946 i Linköpings församling, Östergötlands län, är svensk politiker (miljöpartist). Hon var ordinarie riksdagsledamot 1998–2006, invald för Östergötlands läns valkrets. Hon var gruppledare för Miljöpartiets riksdagsgrupp 1998–2006.[källa behövs]
I riksdagen var hon ledamot i bostadsutskottet 1998–2006. Hon var även suppleant i justitieutskottet, kulturutskottet, socialutskottet och trafikutskottet. Efter tiden som riksdagsledamot var hon ledamot i Riksrevisionens styrelse 2006–2010.